# ماسفينغو
ماسفينغو هي مدينة في وعاصمة إقليم ماسفينغو. وتقع 252 كلم (292 كلم برا) جنوب هراري. كان عدد سكانها 58000 نسمة في عام 2002.
ماسفينغو هي المدينة الأقرب إلى النصب التذكاري الوطني العظيم، والذي أخذ منه اسم للبلاد.

## إحصائيات سكانية

### النمو السكاني
| 1960 | 1970  | 1979  | 1982  | 1992  | 2002  | 2008   |
| ---- | ----- | ----- | ----- | ----- | ----- | ------ |
| 1900 | 15000 | 24000 | 30523 | 51743 | 69993 | 100000 |

## توأمة المدينة
- ميدلسبروغ, المملكة المتحدة .
- كيرنن (رمستال), ألمانيا .

تم التوقيع على التوأمة من قبل رؤساء البلديات في عام 1990. [4] أدى هذا إلى تشكيل رابطة كيرنن - ماسفينجو من طرف رئيس بلدية كرننس السيد هوسمان،و مدير المدرسة ميلر فرانز ومدير مجلس إدارته الدكتور كايزر لمدة 7 سنوات.

## أعلام
- مالكوم جارفيس
- أوفيدي كارورو
- جورج باندا
- أنتوني آيرلادند
- تشارلز مانيوتشي